# Ловер-Саутгемптон Тауншип (округ Бакс, Пенсільванія)
Ловер-Саутгемптон Тауншип (англ. Lower Southampton Township) — селище (англ. township) в США, в окрузі Бакс штату Пенсільванія. Населення — 20 599 осіб (2020).

### Клімат
| Клімат : Ловер-Саутгемптон Тауншип | Клімат : Ловер-Саутгемптон Тауншип | Клімат : Ловер-Саутгемптон Тауншип | Клімат : Ловер-Саутгемптон Тауншип | Клімат : Ловер-Саутгемптон Тауншип | Клімат : Ловер-Саутгемптон Тауншип | Клімат : Ловер-Саутгемптон Тауншип | Клімат : Ловер-Саутгемптон Тауншип | Клімат : Ловер-Саутгемптон Тауншип | Клімат : Ловер-Саутгемптон Тауншип | Клімат : Ловер-Саутгемптон Тауншип | Клімат : Ловер-Саутгемптон Тауншип | Клімат : Ловер-Саутгемптон Тауншип | Клімат : Ловер-Саутгемптон Тауншип |
| Показник                           | Січ.                               | Лют.                               | Бер.                               | Квіт.                              | Трав.                              | Черв.                              | Лип.                               | Серп.                              | Вер.                               | Жовт.                              | Лист.                              | Груд.                              | Рік                                |
| Абсолютний максимум, °C            | 22,0                               | 25,5                               | 30,7                               | 34,6                               | 35,2                               | 35,8                               | 39,3                               | 38,1                               | 36,8                               | 31,6                               | 27,4                               | 24,4                               | 39,3                               |
| Середній максимум, °C              | 4,4                                | 6,1                                | 10,7                               | 17,2                               | 22,6                               | 27,7                               | 29,9                               | 29,1                               | 25,3                               | 19,0                               | 12,9                               | 6,8                                | 17,7                               |
| Середня температура, °C            | −0,1                               | 1,3                                | 5,4                                | 11,3                               | 16,6                               | 21,9                               | 24,4                               | 23,6                               | 19,7                               | 13,2                               | 7,9                                | 2,4                                | 12,4                               |
| Середній мінімум, °C               | −4,6                               | −3,5                               | 0,2                                | 5,4                                | 10,6                               | 16,1                               | 18,9                               | 18,2                               | 14,1                               | 7,5                                | 2,8                                | −2                                 | 7,0                                |
| Абсолютний мінімум, °C             | −23                                | −19                                | −15,4                              | −7,8                               | 1,1                                | 5,9                                | 9,5                                | 6,4                                | 2,7                                | −3,6                               | −10,6                              | −17,9                              | −23                                |
| Норма опадів, мм                   | 90                                 | 69                                 | 105                                | 101                                | 110                                | 110                                | 132                                | 112                                | 112                                | 95                                 | 92                                 | 101                                | 1229                               |
| Вологість повітря, %               | 66.2                               | 62.7                               | 58.2                               | 57.9                               | 62.4                               | 65.9                               | 66.6                               | 68.8                               | 69.8                               | 69.3                               | 67.7                               | 68.4                               | 65.4                               |
| ---------------------------------- | ---------------------------------- | ---------------------------------- | ---------------------------------- | ---------------------------------- | ---------------------------------- | ---------------------------------- | ---------------------------------- | ---------------------------------- | ---------------------------------- | ---------------------------------- | ---------------------------------- | ---------------------------------- | ---------------------------------- |
| Джерело: PRISM                     |                                    |                                    |                                    |                                    |                                    |                                    |                                    |                                    |                                    |                                    |                                    |                                    |                                    |

## Демографія
Згідно з переписом 2010 року, у селищі мешкало 18 909 осіб у 7143 домогосподарствах у складі 5298 родин. Було 7362 помешкання
Расовий склад населення:
| - 93,7 % — білих - 2,5 % — азіатів - 1,8 % — чорних або афроамериканців - 0,2 % — корінних американців |

До двох чи більше рас належало 1,1 %. Частка іспаномовних становила 2,8 % від усіх жителів.
За віковим діапазоном населення розподілялося таким чином: 21,0 % — особи молодші 18 років, 64,6 % — особи у віці 18—64 років, 14,4 % — особи у віці 65 років та старші. Медіана віку мешканця становила 42,3 року. На 100 осіб жіночої статі у селищі припадало 97,3 чоловіків;  на 100 жінок у віці від 18 років та старших — 96,0 чоловіків також старших 18 років.
Середній дохід на одне домашнє господарство  становив 89 348 доларів США (медіана — 77 860), а середній дохід на одну сім'ю — 98 228 доларів (медіана — 89 362). Медіана доходів становила 57 209 доларів для чоловіків та 45 245 доларів для жінок. За межею бідності перебувало 3,7 % осіб, у тому числі 4,0 % дітей у віці до 18 років та 6,9 % осіб у віці 65 років та старших.
Цивільне працевлаштоване населення становило 9899 осіб. Основні галузі зайнятості: освіта, охорона здоров'я та соціальна допомога — 25,8 %, науковці, спеціалісти, менеджери — 14,9 %, роздрібна торгівля — 10,2 %, будівництво — 9,5 %.